# Shatranj ba Mashin-e Qiamat
 (juillet 2025).
Le contenu est difficilement compréhensible vu les erreurs de traduction, qui sont peut-être dues à l'utilisation d'un logiciel de traduction automatique.
Échecs avec la machine Doomsday (Chess with the Doomsday Machine) (Shatranj ba Mashin-e Qiamat) (persan : شطرنج با ماشین قیامت) est un roman sur la guerre Iran-Irak par Habib Ahmadzadeh. En 1980, une attaque contre la ville iranienne d' Abadan a marqué le début de la guerre Iran-Irak. Des centaines de milliers de personnes ont fui la ville gravement endommagée, mais un petit nombre de civils ont choisi de rester, vivant dans une ville assiégée. L'histoire se concentre sur les expériences de Moosa, un jeune soldat abadani défendant sa ville natale. Il a été choisi pour aider à détruire la "Doomsday Machine" ennemie, un système radar sophistiqué. 

## Éditeur
Le livre a été écrit en 1996 et publié en persan par Soreie Mehr Publication Company en 2005.  Chess with the Doomsday Machine a été nommé et a reçu de nombreux prix, et a été réimprimé plusieurs fois en Iran. Selon les critiques, Chess with the Doomsday Machine est l'un des romans les plus importants sur la guerre Iran-Irak ces dernières années.  En 2008, le livre a été traduit du persan en anglais par Paul Sprachman, professeur à l'Université Rutgers, et publié par Mazda Publishers.  

## Le roman
La machine Doomsday du titre est le surnom donné à un système radar à contre-batterie britannique Cymbeline utilisé pour diriger le tir contre -batterie irakien contre l'artillerie iranienne. Moosa, le protagoniste du roman, devient un observateur d'artillerie dans le duel d'artillerie entre les deux côtés, utilisant un bâtiment à plusieurs étages inachevé comme poste d'observation . Originaire d'Abadani, Moosa est également affecté à la garde des quelques civils restants qui choisissent de rester dans la ville pendant le siège d'Abadan. 

## Adaptation du théâtre Onelight
En 2012, le théâtre Onelight a décidé de mettre en scène une adaptation du roman iranien. Onelight Theatre est une compagnie de théâtre professionnelle qui développe et produit des œuvres à Halifax, en Nouvelle-Écosse depuis 2002, située à Alderney Landing, Onelight est la compagnie de théâtre résidente du complexe.  Après son retour au pays après avoir représenté le Canada au Festival international de théâtre Fadjr à Téhéran, le spectacle a fait sa première canadienne le 6 février 2014  La production est revenue au Canada après la première tournée, avec un début à Abadan, le berceau de l'histoire et celle du directeur artistique du Théâtre Onelight, Shahin Sayadi. "Amener ce travail sur scène à l'endroit où tout a commencé, ma ville natale, a vraiment été un honneur", a déclaré Sayadi. "J'ai hâte de le ramener au Canada le mois prochain." Écrit et réalisé par Shahin Sayadi, Chess With The Doomsday Machine a utilisé une combinaison de communication anglaise, persane et non verbale pour raconter l'histoire des défis auxquels un jeune soldat doit faire face.  
La production a été relancée à Alderney Landing, pour une diffusion entre le 19 janvier et le 7 février 2015.  

## Prix
- Prix littéraire d'Esfehan
- Annuaire de la défense sacrée
- Annuaire de l'Association des écrivains et critiques de presse
- Prix Golden Pen d'Iran
- Annuaire de la République islamique d'Iran

## Voir également
- Dâ
- Noureddin, fils de l'Iran
- Le Bus de nuit
- Ce que cet orphelin a vu
- Parfum éternel, dimanche dernier
- Fortune Told in Blood
- Voyage à cap de 270 degrés
- Si seulement j'étais un peu plus âgé
- Je suis vivante
- Baba Nazar